# AIDA Cruises

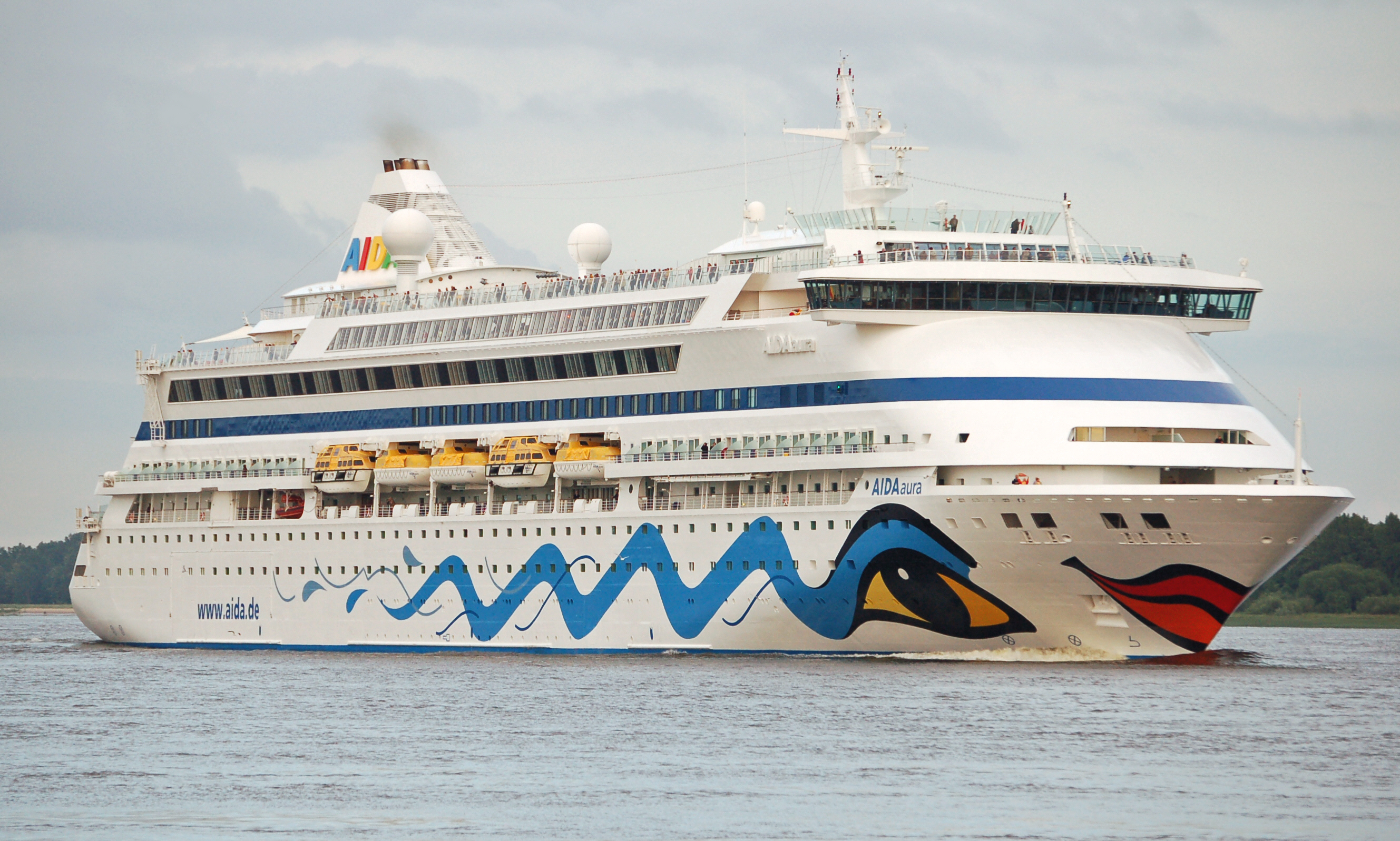
De AIDAaura op de Elbe

AIDA Cruises is een Duitse cruisemaatschappij gevestigd in Rostock, Duitsland. Het bedrijf is een onderdeel van Costa Crociere S.p.A..
De rederij is opgericht als Deutsche Seereederei, die het schip Völkerfreundschaft in de vaart had. In de jaren 1960 begaf het bedrijf zich op de cruisemarkt. Het werd in 2000 overgenomen door P&O Princess Cruises. Dit bedrijf werd vervolgens in 2003 samengevoegd met Carnival Corporation en vormde zo 's werelds grootste cruisemaatschappij. Na de fusie werd de leiding van AIDA Cruises overgedragen aan de Costa Cruises, de werkmaatschappij van Carnival die verantwoordelijk is voor de Europese activiteiten. AIDA Cruises is een van de elf merken van Carnival.
De AIDA-schepen beschikken over voorzieningen en faciliteiten die vooral bedoeld zijn voor jongere en meer actieve vakantiegangers.

## Schepen
- AIDAcara
- AIDAvita
- AIDAaura
- AIDAdiva
- AIDAbella
- AIDAstella
- AIDAluna
- AIDAblu
- AIDAsol
- AIDAmar
- AIDAprima
- AIDAperla
- AIDAnova
- AIDAcosma